# Prix Maria Goeppert-Mayer
Le prix Maria Goeppert-Mayer (en anglais Maria Goeppert-Mayer Award) est un prix décerné annuellement par la Société américaine de physique afin de récompenser des femmes pour leur contribution remarquable à la physique dans les premières années de leur carrière (moins de 7 ans après l'obtention du PhD).
Le prix est décerné depuis 1986 et est nommé d'après Maria Goeppert-Mayer, lauréate du prix Nobel de physique en 1963 avec Hans Daniel Jensen et Eugene Wigner. 

## Lauréates
Liste des lauréates du prix Maria Goeppert-Mayer :
- 1986 : Judith Young
- 1987 : Louise Dolan
- 1988 : Bonny L. Schumaker (en)
- 1989 : Cherry Ann Murray
- 1990 : Ellen Williams (en)
- 1991 : Alice E. White (en)
- 1992 : Barbara Cooper
- 1993 : Ewine van Dishoeck
- 1994 : Laura H. Greener (en)
- 1995 : Jacqueline Hewitt
- 1996 : Marjorie Ann Olmstead (en)
- 1997 : Margaret Murnane
- 1998 : Elizabeth Beise (en)
- 1999 : Andrea M. Ghez
- 2000 : Sharon Glotzer (en)
- 2001 : Janet Conrad
- 2002 : Deborah S. Jin
- 2003 : Chung-Pei Ma
- 2004 : Suzanne Staggs
- 2005 : Yuri Suzuki
- 2006 : Hui Cao
- 2007 : Amy Barger
- 2008 : Vassiliki Kalogera
- 2009 : Saskia Mioduszewski
- 2010 : Alessandra Lanzara
- 2011 : Réka Albert
- 2012 : Nadya Mason
- 2013 : Feryal Özel
- 2014 : Ana Maria Rey
- 2015 : Gretchen Campbell
- 2016 : Henriette Elvang
- 2017 : Maiken Mikkelsen
- 2018 : Lisa Manning
- 2019 : Alyson Brooks
- 2020 : Elisabeth Krause
- 2021 : Phiala E. Shanahan (en)
- 2022 : Blakesley Burkhart (en)
- 2023 : Prineha Narang
- 2024 : Alison Patteson
- 2025 : Wennie Wang